# 南京安全区国際委員会
南京安全区国際委員会（なんきんあんぜんくこくさいいいんかい、英語: The International Committee for Nanking Safety Zone）は、日中戦争初期の南京戦に際し、南京から避難できない貧しい市民の救済を目的に掲げ、南京城内の一角に南京安全区（難民区）を設定した組織。ドイツ人ジョン・ラーベを委員長とし、メンバーの多くはアメリカ人宣教師だった。
南京安全区は第二次上海事変の上海南市安全区に倣って設置されたが、上海の安全区と異なり、非公認であった。池田悠は、宣教師たちの安全区設置の目的は、区内で中国軍の支援保護を実施し、中国軍・政府から布教の便宜を得たいというものであり。その為、約束された中立化・非軍事化は果たされず、戦闘中は安全区内に中国軍の砲台の存在を許し、戦闘後は中国兵の潜伏を許していたと主張している。また、南京安全区が日本から承認されず、非公式なものであったのは、上海安全区とは異なり中立性に疑義があったためとしている（池田は、ラーベの日記や国際委員会のメンバーであったシールズの証言により、実際に安全区内の砲台が使用されていたことを示している）。

## 沿革

### 1937年
- 8月13日 - 10月26日の第二次上海事変では上海に住むフランス人のカトリック教会ロベール・ジャキノ・ド・ベサンジュ(Robert Jacquinot de Besange)神父は避難民のための上海南市難民区の設置を日中双方に提示し了承された[5]。フランス人3名、イギリス人1名、スウェーデン人1名から成る南市避難民救助国際委員会が設置され、区域内に武器を携帯する者が在住しないことを宣誓した。日本側は区域内の非戦闘性が持続する限り攻撃しないと約束した[6]。上海市長の受諾をもって1937年11月9日正午から正式に認められた[7]。
- 10月中旬 金陵大学のマイナー・シール・ベイツ、ルイス・S・C・スマイス、ロバート・O・ウィルソン（英語版）、W・プラマー・ミルズらが、同大学教授で社会学者のロッシング・バックの邸宅を借りて共同生活を始める。この頃から南京で難民を救済する施設を作る計画を話し合う[8]。南京安全区はこれら米国人宣教師たちにより上海南市難民区に倣って提案された[2]。
- 11月17日 ベイツ、スマイス、ミルズの3人は、アメリカ大使館員ウィリヤ・R・ペックに、南京に安全区を設置する計画を説明し、中華民国・日本両政府に認知させるための仲介役を依頼する。同日、ミニー・ヴォートリンからも、同趣旨の手紙を受け取る。このことを受け、ペックは、国民政府立法院委員長・孫科、抗戦最高統帥部第二部長・張群、南京市長・馬超俊らに非公式に伝えた[9]。
- 11月18日 宣教師団内部の、安全区の設立計画が報告された会合で、安全区発案者であるミルズ宣教師が、'try to encourage and comfort the Chinese army' と発言し、宣教師内部での中国軍支援保護方針が明らかにされた。そして同日、蔣介石の腹心である黄仁霖大佐が呼び出され、この件は中国軍にも伝えられた。これらは同日のミニー・ヴォートリン宣教師の日記に記載されている[10]。
- 11月19日 南京安全区国際委員会が結成され、同月22日、委員長にジーメンス南京支社の支配人でナチ党南京副支部長でもあるジョン・H・D・ラーベが就く。
- 12月8日 『告南京市民書』を配布し、安全区への市民の避難を呼びかける。日本軍入城前までに国際委員会は残留していた南京住民（一説には20万人余りともいわれるが、諸説ある。）のほぼ全員を安全区に収容したため、安全区以外の場所には住民はほとんどいない状態となった[11]とする説がある。もっとも、当時の中国では軍閥どうしの戦争のイメージで人がいるとそれを憚って掠奪等が少ないため、ひそかに家に残っていた人間もいたとされる。また、安全区外のイスラム寺院や仏教寺院に安全区同様に避難していた人間もいたという証言もある。
- 12月13日 南京陥落。

### 1938年
- 1月末（池田悠によれば2月4日[12]） 日本軍、安全区の難民に帰宅命令[13]。池田によると、これ以降難民の帰宅が進んだ[12]。
- 2月18日 南京安全区国際委員会が南京国際救済委員会に改称[14][13][15]。南京安全区消失[13]。
- 5月 最後の難民キャンプの閉鎖[13]。

## メンバー
国際委員会の委員15人のの序列は徐淑希編Documents of the Nanking Safety Zoneによる。
| 名前                     | 国籍     | 職業・役職                                                                               |
| ------------------------ | -------- | ---------------------------------------------------------------------------------------- |
| ジョン・ラーベ           | ドイツ   | 南京安全区国際委員会委員長。ジーメンス社南京支社の支配人。                               |
| ルイス・S・C・スマイス   | アメリカ | 書記。南京国際赤十字委員会委員。金陵大学社会学教授。『南京地区における戦争被害』を発表。 |
| P.H.Munro-Faure          | イギリス | Asiatic Petroleum.co.                                                                    |
| ジョン・マギー           | アメリカ | 聖公会伝道団宣教師。南京国際赤十字委員会委員長。16ミリフィルムで被害現場を撮影。         |
| P.R.Shields              | イギリス | International Export co.                                                                 |
| J.M.Hansen               | オランダ | Texas Oil Co.                                                                            |
| G.Schultze Pantin        | ドイツ   | Shinning Trading co.                                                                     |
| Iver Mackay              | イギリス | Butterfield & Swire                                                                      |
| J.V.Pickering            | アメリカ | Standard-Vacuum Oil co.                                                                  |
| エドワルト・スペルリング | ドイツ   | Shaghai Insurance(上海保険会社)の南京支店長                                              |
| マイナー・シール・ベイツ | アメリカ | 南京大学歴史学教授、博士。中華民国政府顧問。                                             |
| W.P.Mills                | アメリカ | Northern presbyterian mission（長老派教会)                                               |
| J.Lean                   | イギリス | Asiatic Petroleum.co.                                                                    |
| C.S.Trimer               | アメリカ | University Hospital（大学病院）                                                          |
| Charles Riggs            | アメリカ | 南京大学。                                                                               |

また、笠原によれば、南京安全区国際委員と南京国際赤十字委員は日本大使館に提出した名簿では区別しているが、2つの委員会を届けるための形式的な処置で実際は本部も同じであり、共同活動をしていたとして以下も安全区委員とする
ジョージ・アシュモア・フィッチ
ニューヨークYMCA国際委員会書記。中国の青年をYMCAが組織した励志社の顧問として南京に滞在。
アーネスト・H・フォースター
南京国際赤十字委員会書記。米国聖公会宣教師。
ジェームズ・H・マッカラム(James Henry McCallum)
南京国際赤十字委員会委員。連合キリスト教伝道団宣教師。南京大学病院理事。手記と手紙は東京裁判に提出された。
ミニー・ヴォートリン
南京国際赤十字委員会委員。金陵女子文理学院教授。宣教師。学院に婦女子のための難民キャンプを開設し、その責任者として強姦や拉致から大勢の女性を保護した。
ロバート・O・ウィルソン
南京国際赤十字委員会委員。金陵大学付属病院（鼓楼病院）医師。日本軍の南京占領時、唯一の外科医師として鼓楼病院で医療活動に従事し、続々と病院に運び込まれる負傷者の治療にあたった。

## 安全区
南京における安全区は南京城内の北西部に設置された。面積は3.85平方キロメートルで、城内全域の11%程度の広さにあたる。外国人の施設や邸宅が多くある地区であった。
冨澤繁信は、安全区の設置場所には中国人にとってもっと便利な場所があったがこの地区が選ばれた理由には委員たちの財産保全も考慮したためとし、安全区に残留中国人を集めて戦争に中立な地帯としてその安全を保証し、かつ残留中国人を行政的に支配しようとしたと主張している。ただし、この地域は、残留外国人の多くが勤務する金陵大学や金陵女子文理学院、その他には最高法院、司法院等の多数の人間を収容して難民キャンプを設けるに良いスペースと施設があり、また、金陵大学の附属病院である鼓楼医院もあり、外国人らが難民の救済活動をするのに都合が良かったことに注意する必要がある。もともと上海には市街地に外国人租界があり、そこにさらに周囲から難民が殺到した際に収容しきれない為、租界に加えて、人口密集地帯そのものを難民区として安全地帯にしようとしたもので、南京の場合は、逆に人口密集地からの難民を土地･施設のある個所に収容しようとした点で上海の場合とは状況が異なる。また、８月の上海事変の悪化により日本人が南京を退去したのを皮切りに、その後の南京空襲、漢口への首都機能移転、さらに日本軍の接近により南京が戦火に巻き込まれる恐れから、身の安全を図るために次々に外国人の南京退去が続き、この当時、南京城内になお残っていた外国人は、宣教師や鼓楼委員の医師･看護師、ごく少数のジャーナリスト、大使館員等のなんらかの使命感に基づいて残留した者らに限られており、結果的には助かったとはいえ、財産以前になによりも身を危険に晒していたことに注意する必要がある。実際に、残留せずとも最後の脱出者となった者の中からはパネー号事件に遭い、死者も出ている。当時、残留を選んだニューヨークタイムズのダーディン記者は、自分らはいちばん危険な道を選んだが安全を期した者が危険な目にあったと述べている。

## 国際委員会の行政権
委員会は馬南京市長が南京を離れる際に委員会に南京の行政権を委ねたと主張した。しかし、日本側はこの件に関する中国政府の日本に対する公式な働きかけと日本側の了解が欠如していることからその行政権委譲の正統性がないと反論した。この反論をうけて委員会は主張を直ちに取り消し、現在の日本軍の無法状況では委員会が南京の行政権を行使して治安維持することが必要であると力説した。日本軍は委員会のこのような活動を法的根拠に欠けるとして委員会の早期解体を望み、常に対立抗争の状態であった。
東中野修道によれば、安全地帯は行政区画ではなく、日本軍が承認しなかった非武装の中立地帯であった。
歴史研究家の冨澤繁信は、委員会が南京の行政権を主張する限り、委員会は日本軍兵士の暴行を引続き主張する必要があり、これが後に「南京事件（南京大虐殺事件）」としてまとめられたと主張している。また、名称も「国際委員会」として国際機関の国際的活動であるように見せてはいるが、委員会が自称したのみであったと述べている。

## 記録集
日本軍による南京陥落の際に発生したとされる南京事件(南京大虐殺）に関して、南京安全区国際委員会は日本政府へ嘆願書を出したり、事件の記録集を作成した。南京安全区国際委員会による記録は、国民党政府の外交顧問で重慶国際問題研究所の徐淑希博士によってDocuments of the Nanking Safety Zone（南京安全区攩案）として1939年にKelly & Walshより上海-香港-シンガポールで出版された。日本語訳は『南京安全地帯の記録』。序文には1939年5月9日と日付がある。
1937年12月15日のジョン・H・D・ラーベ委員長の手紙(No.4)では、12月13日に中国軍の敗残兵が安全区に救援を求めたたが、安全区は兵士を保護できないと伝えたが、混乱のなかで軍服を脱いだ兵士と民間人を分離できなくなったため、兵士を確認できたものを戦争捕虜として労務者として使役するなど戦争法に従い処置するよう日本側に要求した。
12月16日の岡崎勝男総領事の「国際委員会は何らの法的地位を持っていない」と回答に対して、12月17日にラーベは日本大使館宛手紙(No.9)で、「日本当局に対して我々は何ら政治的地位を要求してはいない」が、12月1日に南京市の馬市長から市政府機能を委託され、日本軍入城時に委員会は唯一の行政組織であったと述べ、日本当局は治安維持のため憲兵隊を設置したり、中国人警官450名を引き取り組織することなどを要求した。

### 評価
東中野修道によれば、この記録集は国民党政府の外交顧問によって編纂されたもので中華民国（国民党政府）の公式見解であると述べている。
この資料に関連した人口推移の論議がある。